# Joanis Patakis
Joanis (Janis) Patakis, gr. Ιωάννης (Γιάννης) Πατάκης (ur. 22 listopada 1940 w m. Nikiea Larisas, zm. 10 kwietnia 2009) – grecki polityk i rolnik, działacz komunistyczny, od 2001 do 2004 poseł do Parlamentu Europejskiego.

## Życiorys
Był rolnikiem, działaczem organizacji branżowych, wieloletnim członkiem Komunistycznej Partii Grecji i jej reprezentantem lokalnym.
W 2000 z listy komunistów został deputowanym do Parlamentu Hellenów w okręgu Larisa. W styczniu 2001 objął mandat posła do Parlamentu Europejskiego V kadencji, zastępując Joanisa Teonasa. Przystąpił do grupy Zjednoczonej Lewicy Europejskiej i Nordyckiej Zielonej Lewicy, pracował m.in. w Komisji Gospodarczej i Walutowej. W PE zasiadał do lipca 2004.